# Central hidroeléctrica de Búrfell
La central hidroeléctrica de Búrfell (en islandés: Búrfellsstöð o Búrfellsvirkjun) es una central hidroeléctrica ubicada en el río Þjórsá, en el sudoeste de Islandia. Está operada por Landsvirkjun. Fue, desde su construcción en 1969, hasta la construcción de la central de Kárahnjúka en 2008, central eléctrica más importante de Islandia con una potencia de 270 MW. Fue construida principalmente para proporcionar electricidad a una fábrica de aluminio ubicado en Straumsvík, a 3 km al oeste de Hafnarfjörður.

## Historia
La idea de aprovechar la energía del río Þjórsá a la altura de la montaña Búrfell fue propuesta en 1917. Durante dos años, el ingeniero noruego Gotfred Sætersmoen llevó a cabo un estudio sobre el desarrollo de la electricidad hidráulica en la región. Propuso entonces cinco centrales, siendo la de Búrfell la más importante con diferencia.
En 1960, el proyecto fue considerado seriamente. Un proyecto de una tal amplitud podría ser económicamente muy interesante si la electricidad pudiera ser utilizada rápidamente, pero el consumo eléctrico del país no aumentaba lo bastante rápido como para que el proyecto fuera viable. Se tuvo entonces la idea de proporcionar esta electricidad a industrias con un elevado consumo de energía. En 1966, se firmó un acuerdo con Alusuisse para la construcción de una fábrica de aluminio en Straumsvík y la aprobación de la construcción de la central.

## Características
La central está situada el río Þjórsá, que bordea por el sur la montaña Búrfell. La presa desvía a este río hacia el oeste, en el lago artificial de Bjarnalón. Tras una caída de 100 m en una tubería forzada, el agua llega a la central, donde acciona 6 turbinas de 45 MW cada una. Finalmente el agua se libera cerca de Hjálparfoss y retoma su curso habitual.